# Give Me Your Everything
Give Me Your Everything è un singolo di Alexandra Stan, pubblicato il 20 agosto 2014 da Roton Music, ed è il quarto singolo dall'album Unlocked. È una canzone a ritmo delicato ma comunque anche con un testo dalle parole profonde e romantiche.

## Video musicale
Il video è pubblicato il 20 agosto 2014 in Romania e nel resto del mondo il 27 agosto 2014. Il video mostra una specie di foresta incantata con luci colorate e dei ballerini che ballano coreografie particolari, la cantante invece si nota intenta a inseguire un uomo mascherato che poi si rivelerà il suo grande amore.

## Tracce
Digital Download
1. Give Me Your Everything - 3:28

## Date di pubblicazione
| Paese   | Data           |
| ------- | -------------- |
| Romania | 20 agosto 2014 |
| Mondo   | 27 agosto 2014 |